# La Roche-Canillac
La Roche-Canillac település Franciaországban, Corrèze megyében. Lakosainak száma 127 fő (2022. január 1.). La Roche-Canillac Champagnac-la-Prune, Gros-Chastang, Gumond és Saint-Martin-la-Méanne községekkel határos.

## Népesség
A település népességének változása:
| Lakosok száma | 282  | 185  | 186  | 178  | 152  | 150  | 142  | 131  | 127  | 127  |
|               | 1968 | 1982 | 1990 | 2006 | 2013 | 2015 | 2017 | 2019 | 2020 | 2022 |